# 289020 Ukmerge
289020 Ukmerge este o planetă minoră (asteroid), cu un diametru de 2,842 km, din centura de asteroizi. A fost descoperită pe 12 octombrie 2004 la Molėtai⁠(d) de Kazimieras Černis⁠(d). 
Obiectul prezintă o orbită caracterizată de o semiaxă mare de 2,3937040263993 UAi, o excentricitate de 0,13, o înclinație de 3,4 ° în raport cu ecliptica.